# Първи конгрес на Илинденската организация
Първият редовен конгрес на Илинденската организация се провежда на 24 май 1924 година в Пловдив. На него участват делегати от централното дружество и клоновете на Илинденската организация в Царство България. Той е предшестван от меморандумът на Илинденската организация от 17 април 1924 година.
Според Георги Занков ръководството трябва да се яви на конгреса „с пълно съзнание, че ние (илинденци) сме в полза, а не във вреда на движението“. Преди конгреса Занков, Арсени Йовков, Славчо Пирчев, Славчо Абазов и Михаил Чаков се срещат с Александър Протогеров, Алеко Василев и Георги Атанасов. Тогава членовете на ЦК на ВМРО Протогеров и Тодор Александров вече са в конфликт, но това не е широко известно. Въпреки че представителите на ИО си заминават от тази среща с впечатлението, че са постигнали разбирателство с представителите на ВМРО, на конгреса срещу тях се изправят привърженици на Александров, начело с Йордан Чкатров, които лобират сред делегатите да не се избере старото ръководство на ИО, подписало меморандума, защото то „отишло много наляво“. Меморандумът става предмет на спор на конгреса. Според Палешутски делегатите не го приемат като болшевишки, а като „документ от буржоазнодемократичния център на движението“. Конгресът одобрява меморандума и дейността на старото ръководство, като в новото ръководство се избират част от членовете на старото, както и поддръжници на меморандума. Велко Думев и Петър Мърмев се заканват, че „борбата ще пренесем на улицата“.
За председател е избран Петър Ацев, подпредседател – Георги Занков, секретар – Димитър Антонов, касиер – Славчо Абазов и членове Славчо Пирчев, Михаил Чаков и Владислав Георгиев. Тодор Александров провежда няколко срещи с Петър Ацев по повод избирането на Арсений Йовков и Георги Занков в ръководното ѝ тяло. Притеснен от засилващата се комунистическа пропаганда, Тодор Александров изисква двамата да бъдат отстранени от Илинденската организация. Случващото се съвпада с опитите на крайно левите елементи да завладеят ВМРО, вследствие на които Тодор Александров е убит. Като участници в заговора срещу Тодор Александров са заподозрени ръководителите на Илинденската организация.